# Итицериды
Жуки-итицериды (лат. Ithyceridae) — семейство насекомых из отряда жесткокрылых. 1 современный вид (4, с учётом рода Car) и несколько ископаемых родов и около 20 ископаемых видов.

## Описание
Как и других долгоносиков, их характеризует головотрубка (вытянутая передняя часть головы).
Фитофаги. Взрослые жуки поедают молодые побеги и почки различных лиственных деревьев, а личинки питаются корнями тех же видов растений. Нью-Йоркский долгоносик (Ithycerus noveboracensis) имеет длину 12-18 мм и питается на представителях семейств Буковые, Берёзовые и Ореховые, особенно на Дубе белом (Quércus álba).

## Распространение
Живёт только в восточной части Северной Америки от Южной Канады до Флориды.

## Систематика
Первый и единственный современный вид этого семейства был открыт немецким натуралистом Иоганном Форстером и первоначально был включён в семейство Curculionidae под названием Curculio noveboracensis Forster, 1771. Отдельное семейство Итицерид было выделено шведским энтомологом и колеоптерологом Шёнгерром (1772—1848). Некоторые специалисты включают итицерид в качестве подсемейства Ithycerinae в состав семейства Brentidae.
- Подсемейство Ithycerinae
  - Род Ithycerus Schönherr, 1826
  - = Ithusycer Laporte, 1840
  - = Ithusycerus Dalla Torre & Voss, 1935
  - = Pachyrhynchus W.Kirby, 1837
    - Вид Ithycerus noveboracensis (Forster, 1771)
      - = Curculio noveboracensis Forster, 1771
      - = Rhynchites curculionioides Herbst, 1797
- †Подсемейство Mongolocarinae Gratshev & Legalov, 2010[2]
  - †Paleocar Gratshev & Legalov, 2010
    - †Paleocar princeps Gratshev & Legalov, 2010

  - †Mongolocar Gratshev & Legalov, 2010[2]
    - †Mongolocar orcinus Gratshev & Legalov, 2010

  - †Praecar Gratshev & Legalov, 2010[2]
    - †Praecar stolidus Gratshev & Legalov, 2010

  - †Karacar Gratshev & Legalov, 2010[2]
    - †Karacar contractus Gratshev & Legalov, 2010

  - †Baissacar Gratshev & Legalov, 2010[2]
    - †Baissacar passarius Gratshev & Legalov,2010
- Подсемейство Carinae Thompson, 1992 (иногда как семейство Caridae)
  - Триба Carini Thompson, 1992
    - Car Blackburn, 1897
      - C. condensatus — C. intermedius — C. pini
- †Подсемейство Baissorhynchinae Zherikhin, 1993
  - †Триба Gobicarini Legalov, 2009
    - †Род Gobicar Gratshev & Zherikhin, 1999
      - †Gobicar hispanicus
      - †Gobicar ponomarenkoi Gratshev & Zherikhin, 1999
      - †Gobicar ulugeiensis Legalov, 2010[4]

  - †Триба Abrocarini Legalov, 2009
    - †Abrocar Liu & Ren, 2006
    - †Periosomerus Poinar, Brown et Legalov, 2019[5]

  - †Триба Baissorhynchini Zherikhin, 1993
    - †Baissorhynchus Zherikhin, 1977
    - †Cretonanophyes Zherikhin, 1977
    - †Cretocar Gratshev & Zherikhin, 2000
    - †Gratshevibelus Soriano, 2009
- †Подсемейство Ulyaninae Zherikhin, 1993
  - †Ulyaniana Zherikhin, 1993[6]
- †Подсемейство Slonikinae Zherikhin, 1977
  - †Триба Slonikini Zherikhin, 1977
    - †Slonik Zherikhin, 1977
      - †Slonik sibiricus Zherikhin, 1977[7]